# Cleja (gmina)
Cleja – gmina w Rumunii, w okręgu Bacău. Obejmuje miejscowości Cleja, Somușca i Valea Mică. W 2011 roku liczyła 6761 mieszkańców.